# Aeroportul Internațional Phnom Penh
Aeroportul Internațional Phnom Penh (IATA: PNH, ICAO: VDPP) este un aeroport din Phnom Penh, Cambodgia ce deservește zona Phnom Penh. Aeroportul a fost tranzitat în 2022 de 1.970.000 de pasageri. A fost numit după zona deservită.
Situat la o altitudine de 12 m, aeroportul dispune de 1 pistă.

## Infrastructură

### Piste
Aeroportul dispune de o singură pistă. Pista are orientarea 05/23.